# お嬢さん社長
『お嬢さん社長』（おじょうさんしゃちょう）は1953年12月29日公開の日本のコメディ映画。松竹大船製作、モノクロ、スタンダード、93分。

## あらすじ
小原マドカは16歳。家族は祖父・重三郎とふたりだけ。その祖父は「日本一乳菓株式会社」の社長。「薄利多売」「品質第一」「高尚優雅」をモットーに、誠実な会社運営をしているがワンマンなために、利益の薄いことに不満を持つ重役たちと衝突をする。その為心労が祟り体調不良ぎみ。そこでマドカに社長の座を一時預けて、療養に専念したいのが望み。マドカの亡くなった父親は社長の息子。同じく母親は浅草の歌劇で人気の歌姫だった。ふたりが添い遂げられなかった事で、祖父を詰るマドカ。ある日マドカのお気に入りの歌劇スタアをプライベートで連れ回し、舞台の時間に遅刻しそうになるトラブル発生。舞台監督の秋山五郎に散々説教をされ、最初は反発していたが、根が素直なマドカはやがて自分の非を認め反省をする。スタアはみんなのもの、贔屓の引き倒しになってはいけない。秋山に詫びる為、浅草のお稲荷横丁を訪ねるマドカ。秋山は不在であったが、看板屋の並木敬吾や幇間の桜川三八、それに鍼灸師の娘菊子と知り合うことができた。そしてマドカの姿を見て動揺する三八の師匠一八。帰ってきた秋山に問いただした一八は、やはりマドカが自分の娘の子供であることを確信する。マドカは母親の面影を求め、またお稲荷横丁を訪ねる。そして秋山から、マドカの母親がいかに素晴らしい存在であったかという話を聞いた。母親のような歌手になりたいマドカは、お稲荷さんの初午のお祭りで歌を披露して、その上手さでみんなを驚かせる。マドカは社長秘書の貝谷由美子の強い説得に動かされ社長就任。安いお菓子を子供達に食べさせたいをモットーに、まずは社内の雰囲気を明るくするためコーラス指導。重役たちとは信頼関係がイマイチなので、広告宣伝に精通しソロバンが弾ける並木に経理の帳簿をチェックしてもらう。結果はあまり良好なものではなく、マドカの独断で並木を自分のブレーンとして採用する。そして始めたのが自社がスポンサーのテレビ番組や広告にマドカを出演させること。これがヒットして商品の売上倍増。マドカも歌手としてブレイクする。意気揚々と次は2000万円で広告塔を建てると提案するが、実は原料代、特に砂糖の値上がりで採算が取れてないと重役たちは渋い顔。そこへ安く砂糖を譲るという商談があり並木はその話に乗る。実は影で会社をクビになった赤倉千造が暗躍している詐欺話で、届いた砂糖は混ざりもので使えないことが分かり、並木は責任を感じて退職。そして重役たちがその赤倉と謀反を企てていることが分かってきた。いまだに重役たちを信頼している祖父が、マドカの不甲斐なさを心配して再び登場。今度は製品を海外輸出する話。乗り気の祖父がその怪しげな外人たちと商談しているところへ乗り込むマドカたち。マドカの大ファンだというガマ六親分の協力で、外人たちの化けの皮を剥がし、国内で安く横流しする詐欺話であることを暴露。そして重役たちが赤倉と会社乗っ取りを図っていたことも、祖父の知ることとなった。テレビ中継の「日本一アワー」のセンターステージには社長として、また母親のような歌姫として見事に成長したマドカの姿があった。

## スタッフ
- 企画：福島通人
- 製作：久保光三
- 監督：川島雄三
- 脚本：富田義朗・柳沢類寿
- 撮影：西川享
- 照明：高下逸男
- 録音：妹尾芳二郎
- 美術：梅田千代夫
- 音楽：万城目正
挿入歌「若い歌声」「悲しきおもかげ」作詞：野村俊夫　作曲：万城目正 編曲：松尾健司
同「楽しい日曜日」作詞：松坂直美　作曲：万城目正 編曲：松尾健司
同「星影の愁い」作詞：石本美由起　作曲：万城目正 編曲：松尾健司
- 編集：斉藤正夫
- 振付：縣洋二
- 装置：古宮源蔵
- 装飾：守谷節太郎
- 現像：林竜次
- 衣裳：斉藤耐三
- 監督助手：中平康
- 進行：新井勝次

## キャスト
- 小原マドカ - 美空ひばり
- 秋山五郎 - 佐田啓二
- 貝谷由美子 - 月丘夢路
- 小原重三郎 - 市川小太夫
- 桜川一八 - 坂本武
- 並木敬吾 - 大坂志郎
- 桜川三八 - 桂小金治
- 森川お杉 - 桜むつ子
- 森川菊子 - 小園蓉子
- 貝谷経理部長 - 有島一郎
- 安田専務 - 多々良純
- 赤倉千造 - 清水一郎
- 三戸宣伝課長 - 永井達郎
- 森川松造 - 竹田法一
- ガマ六親分 - 高屋朗
- その子分 - 稲川忠完
- 怪しげな外人 - 小藤田正一
- 運転手・怪しげな外人 - 青木富夫
- 歌劇スタア - 江川滝子
- 八卦見のおかみさん - 水木涼子
- 医者 - 小林十九二
- 家庭教師 - 奈良真養
- 婆や - 高松栄子
- 女子社員 - 戸川美子
- テキ屋 - 大杉陽一
- 高瀬乗二
- 南近一郎
- 草香田鶴子
- 高友子
- 仲摩篤美
- 長尾敏之助
- 中川健三
- 津村準
- 手代木国雄
- 横山準一
- 人見修
- 千葉晃
- 舟川享
- 長尾寛
- 長谷部朋香
- 後藤泰子
- 谷川浩子
- 田代芳子
- 河合百合子
- 佐々木恒子
- 水谷重子
- 渡規子
- 三原京子
- 東逸子

## 監督のことば
お正月映画で、美空ひばりさんでやった、唯一のものです。ひばりちゃんが、少女であるか、女としてお色気を出していいか、高村潔所長と話しあい、「少女の段階でやってくれ」といわれたのを、覚えています。
- 出典: 磯田勉編 カワシマクラブ協力「川島雄三乱調の美学」P92　ワイズ出版刊ISBN978-4-89830-101-2